# Снежноягодник западный
Снежноя́годник западный  (лат. Symphoricarpos occidentalis Hook.) — листопадный кустарник, вид рода Снежноягодник семейства Жимолостные. Родина — Северная Америка.

## Ботаническое описание
Кустарник высотой до 1,5 метров, часто образует густую поросль. Молодые побеги бледно зелёные или красноватые, старые — серовато-коричневые.
Листья плотные, кожистые, супротивные, эллиптической или яйцевидной формы, длиной 3—6 см, шириной 1,5—5 см. Цвет серовато-зелёный, снизу более светлые и опушённые. Черешки листьев длиной 3—10 мм.
Цветки белые или бледно-розовые, колокольчатые; собраны в короткие плотные кисти на концах побегов и в верхних листьев. Венчик длиной 5—8 мм, пятилепестковый. В условиях средней полосы России снежноягодник западный цветёт с начала июля до конца августа. Цветение обильное.
Плоды белые или розовые, мягкие, почти сферической формы, диаметром 6—9 мм. Горькие, несъедобные. При потреблении в больших количествах могут быть ядовиты. Созревают в сентябре.

## Применение
Применяется в качестве декоративного растения для создания живых изгородей. Хорошо переносит обрезку. Зимостойкость средняя, в средней полосе России в суровые зимы частично подмерзает.